# Tir aux Jeux olympiques d'été de 2024 - Skeet mixte
Navigation
Los Angeles 2028
L'épreuve mixte de skeet des Jeux olympiques d'été de 2024 se déroule le 5 août 2024 au Centre national de tir sportif à Châteauroux, en France, à environ 260 km au sud de Paris.

## Records
Avant cette compétition, les records dans cette discipline étaient les suivants : 

## Programme
| Date         | Horaire  | Manche        |
| ------------ | -------- | ------------- |
| Lundi 5 août | 09 h 00  | Qualification |
| Lundi 5 août | à suivre | Finale        |

## Médaillés
| Or                                        | Argent                                      | Bronze                             |
| Italie - Diana Bacosi - Gabriele Rossetti | États-Unis - Austen Smith - Vincent Hancock | Chine - Jiang Yiting - Lyu Jianlin |

## Résultats détaillés

### Qualification
Les 2 meilleures paires de tireurs se qualifient pour la finale pour la médaille d'or (FA) ; les deux suivantes pour celle pour la médaille de bronze (FB).
| Rang | Pays         | Athlètes               | Séries | Séries | Séries | Séries       | Total équipe | Shoot-off | Notes  |
| Rang | Pays         | Athlètes               | 1      | 2      | 3      | Total tireur | Total équipe | Shoot-off | Notes  |
| ---- | ------------ | ---------------------- | ------ | ------ | ------ | ------------ | ------------ | --------- | ------ |
| 1    | Italie       | Diana Bacosi           | 24     | 25     | 25     | 74           | 149          |           | Q, =RM |
| 1    | Italie       | Gabriele Rossetti      | 25     | 25     | 25     | 75           | 149          |           | Q, =RM |
| 2    | États-Unis   | Austen Smith           | 25     | 23     | 25     | 73           | 148          |           | Q      |
| 2    | États-Unis   | Vincent Hancock        | 25     | 25     | 25     | 75           | 148          |           | Q      |
| 3    | Chine        | Jiang Yiting           | 25     | 25     | 24     | 74           | 146          | +4        | Q      |
| 3    | Chine        | Lyu Jianlin            | 23     | 24     | 25     | 72           | 146          | +4        | Q      |
| 4    | Inde         | Maheshwari Chauhan     | 24     | 25     | 25     | 74           | 146          | +3        | Q      |
| 4    | Inde         | Anantjeet Singh Naruka | 25     | 23     | 24     | 72           | 146          | +3        | Q      |
| 5    | Italie       | Martina Bartolomei     | 24     | 23     | 23     | 70           | 144          |           |        |
| 5    | Italie       | Tammaro Cassandro      | 25     | 24     | 25     | 74           | 144          |           |        |
| 6    | États-Unis   | Dania Vizzi            | 24     | 25     | 23     | 72           | 144          |           |        |
| 6    | États-Unis   | Conner Prince          | 24     | 24     | 24     | 72           | 144          |           |        |
| 7    | Corée du Sud | Jang Kook-hee          | 24     | 25     | 22     | 71           | 144          |           |        |
| 7    | Corée du Sud | Kim Min-soo            | 25     | 24     | 24     | 73           | 144          |           |        |
| 8    | Tchéquie     | Barbora Šumová         | 22     | 23     | 23     | 68           | 143          |           |        |
| 8    | Tchéquie     | Jakub Tomeček          | 25     | 25     | 25     | 75           | 143          |           |        |
| 9    | France       | Lucie Anastassiou      | 24     | 24     | 21     | 69           | 143          |           |        |
| 9    | France       | Éric Delaunay          | 25     | 25     | 24     | 74           | 143          |           |        |
| 10   | Allemagne    | Nele Wißmer            | 22     | 24     | 23     | 69           | 142          |           |        |
| 10   | Allemagne    | Sven Korte             | 23     | 25     | 25     | 73           | 142          |           |        |
| 11   | Australie    | Aislin Jones           | 24     | 23     | 21     | 68           | 141          |           |        |
| 11   | Australie    | Joshua Bell            | 25     | 24     | 24     | 73           | 141          |           |        |
| 12   | Kazakhstan   | Assem Orynbay          | 23     | 24     | 23     | 70           | 140          |           |        |
| 12   | Kazakhstan   | Eduard Yechshenko      | 23     | 24     | 23     | 70           | 140          |           |        |
| 13   | Grèce        | Emmanouela Katzouraki  | 22     | 23     | 22     | 67           | 139          |           |        |
| 13   | Grèce        | Efthimios Mitas        | 24     | 24     | 24     | 72           | 139          |           |        |
| 14   | Pérou        | Daniella Borda         | 21     | 23     | 24     | 68           | 139          |           |        |
| 14   | Pérou        | Nicolás Pacheco        | 25     | 24     | 22     | 71           | 139          |           |        |
| 15   | Suède        | Victoria Larsson       | 21     | 23     | 23     | 67           | 136          |           |        |
| 15   | Suède        | Marcus Svensson        | 23     | 24     | 22     | 69           | 136          |           |        |

### Finales
| Rang                               | Pays       | Athlètes          | Séries | Séries | Séries       | Total équipe | Notes |
| Rang                               | Pays       | Athlètes          | 1      | 1      | Total tireur | Total équipe | Notes |
| ---------------------------------- | ---------- | ----------------- | ------ | ------ | ------------ | ------------ | ----- |
| Médaille d'or, Jeux olympiques     | Italie     | Diana Bacosi      | 10     | 12     | 22           | 45           |       |
| Médaille d'or, Jeux olympiques     | Italie     | Gabriele Rossetti | 12     | 11     | 23           | 45           |       |
| Médaille d'argent, Jeux olympiques | États-Unis | Austen Smith      | 10     | 11     | 21           | 44           |       |
| Médaille d'argent, Jeux olympiques | États-Unis | Vincent Hancock   | 11     | 12     | 23           | 44           |       |

| Rang                                | Pays  | Athlètes               | Séries | Séries | Séries       | Total équipe | Notes |
| Rang                                | Pays  | Athlètes               | 1      | 1      | Total tireur | Total équipe | Notes |
| ----------------------------------- | ----- | ---------------------- | ------ | ------ | ------------ | ------------ | ----- |
| Médaille de bronze, Jeux olympiques | Chine | Jiang Yiting           | 11     | 9      | 20           | 44           |       |
| Médaille de bronze, Jeux olympiques | Chine | Lyu Jianlin            | 12     | 12     | 24           | 44           |       |
| 4                                   | Inde  | Maheshwari Chauhan     | 11     | 10     | 21           | 43           |       |
| 4                                   | Inde  | Anantjeet Singh Naruka | 11     | 11     | 22           | 43           |       |